# Béton de terre

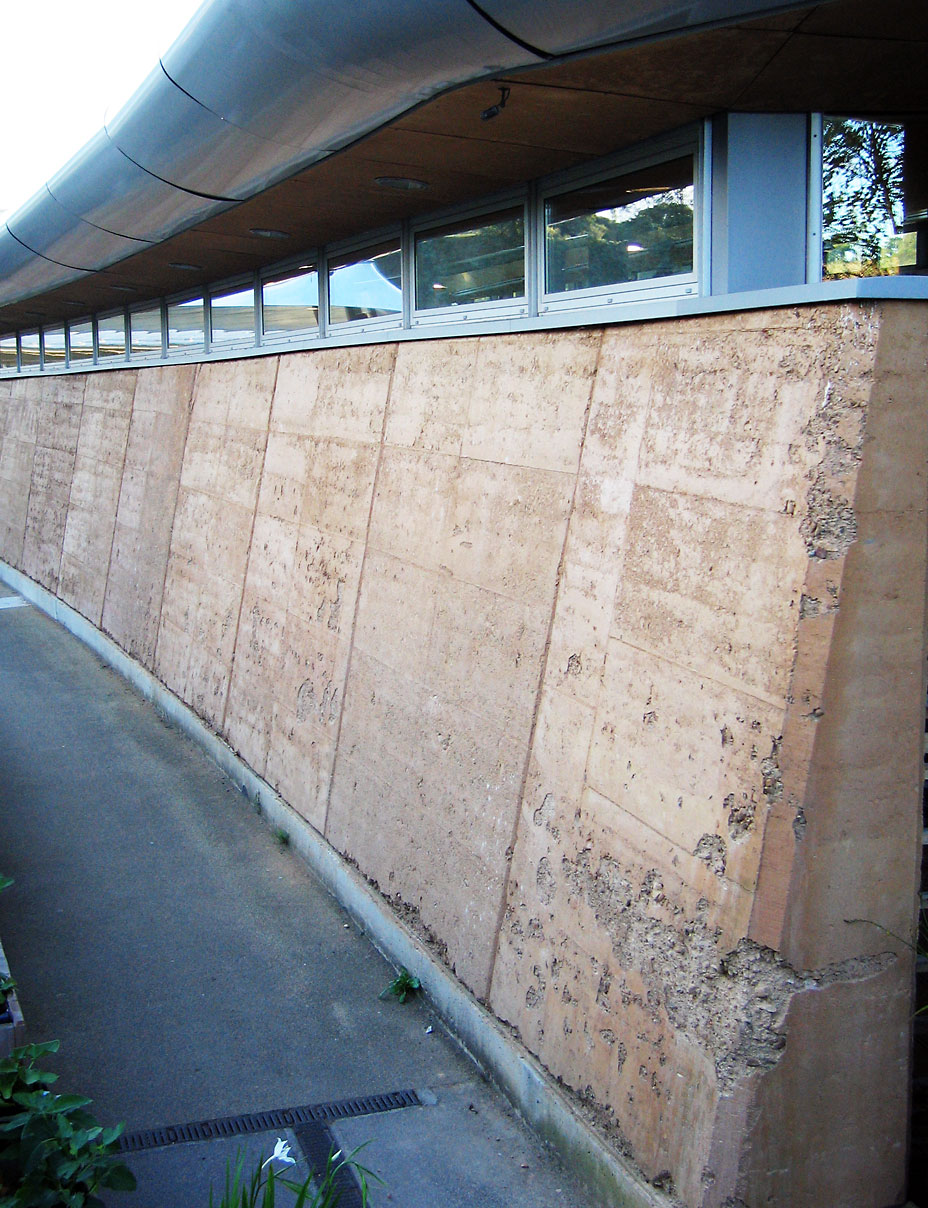
Mur en pisé, Eden Project, Cornouailles (Angleterre)

Le béton de terre est un matériau de construction à base de terre crue argileuse, plus connu sous les termes de pisé ou de torchis.
En construction, les termes que l'usage ou la culture ont consacrés à la terre crue employée comme matériau, sont multiples, mais ils désignent finalement tous un matériau de base très semblable, constitué d'une pâte ou une boue contenant plus ou moins d'argile ou de limon — ce que les anciens appelaient « terre franche » — éventuellement dégraissée au sable, éventuellement fibrée de foin ou de paille ou d'autres fibres végétales, additionnée de différents matériaux qui modifient ses propriétés (chaux, urine animale, etc.) utilisée comme mortier ou appliquée comme enduit (le mortier de terre), en remplissage d'une ossature (torchis, hourdage, bousillage, etc.), empilée (bauge), coffrée (pisé, etc.), découpée ou modelée sous forme de briques crues (adobe, banco, brique de terre compressée, etc.) ou simplement foulée au sol (terre battue).
Tous ces matériaux peuvent être réunis sous les appellations génériques de terre crue (qui s'oppose principalement à la terre cuite, soit la céramique) ou « matériau terre » ou le terme plus récent de béton de terre qui le raccroche à la famille des bétons.
La dénomination « béton naturel » peut s'appliquer lorsque le béton de terre ne contient que des ingrédients naturels et peu dispendieux en énergie.

## Description
Les matériaux de base d'un béton de terre sont : argile (la plus pure étant le kaolin), sable, gravier, eau. Grâce à sa cohésion interne, l'argile joue le rôle de liant, le gravier et le sable sont le squelette interne, l'eau est le lubrifiant. 
Le béton de terre est composé:
| d'argile   | environ 20 % à ±5 %       |
| de sable   | 2 % à 5 %                 |
| de gravier | 45 % à 70 %               |
| d'eau      | environ 10 % du poids sec |

L'argile, qui est susceptible de présenter des variations de volume en cas de modification de la teneur en eau peut être stabilisée par adjonction de ciment Portland, chaux, laitier, d'armatures végétales (paille sèche coupée, foin, chanvre, sisal, fibres de feuilles de palmier, copeaux de bois, écorces, etc.), par adjonction d'asphalte, d'huile de coco, etc., pour assurer l'imperméabilisation, par traitement chimique (chaux, urine de bestiaux, etc.), géopolymérisation, etc..
Pour la rédaction d'avis de marché public l'appellation : « béton d'arène granitique stabilisée » peut être utilisée. Cela a par exemple été le cas pour l'auditorium de Pigna, réalisé en terre crue.

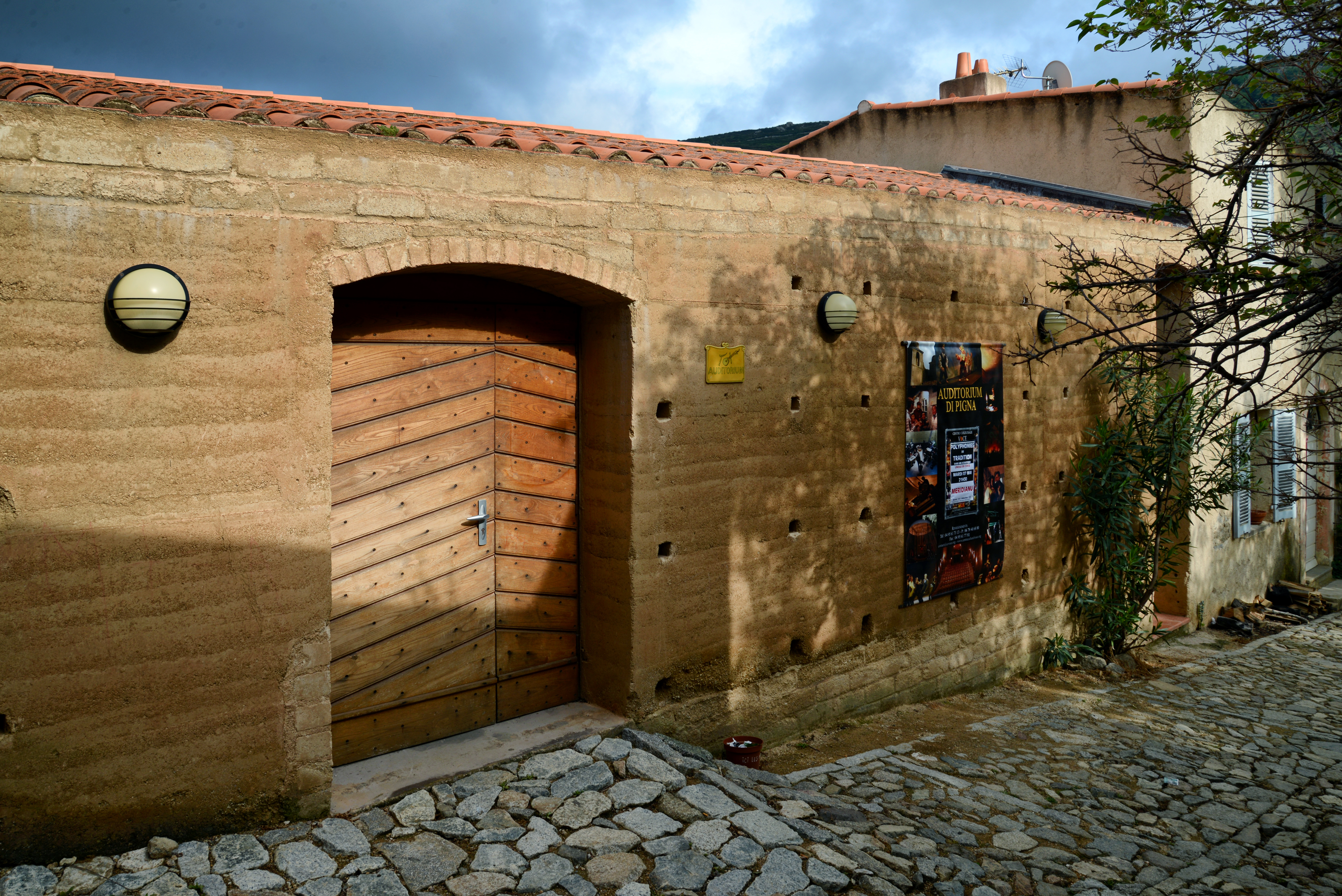
Entrée de l'auditorium de Pigna, en surplomb du bâtiment

## Prospectives
Des précautions peuvent être prises qui améliorent la résistance du béton de terre. Au moment de la mise en œuvre, les argiles sont dispersées pour éviter la formation d’agrégats ou de porosités qui limitent la résistance mécanique ; la cohésion du béton peut-être alors améliorée par ajout de type organique et inorganique.
Ajouts inorganiques :
- La stabilisation de la terre crue avec de la chaux vise à produire par réaction pouzzolanique, les silicates de calcium hydraté (C-S-H) à la base de la prise du ciment. Elle se produit comme pour le béton de ciment, lorsque la silice est mise en présence de la chaux[4].
- La géopolymérisation remplace la chaux par des bases plus puissantes comme la potasse ou la soude qui réagissent avec les argiles pour former une matrice vitreuse qui lie les grains entre eux[4]

Ajouts organiques :
- Outre le fibrage des béton par des fibres végétales "macro-composites", le béton peut-être mêlé de différentes substances organiques "micro-composites" qui vont interagir avec l'argile selon les processus connu que sont l'hydrolyse, l'oxydation, la réduction ou des réactions enzymatiques.
- Les étonnantes propriétés de la nacre sont un objet de recherches : dans la nacre, la combinaison de cristaux d'aragonite liés par un mortier organique, une protéine appelée conchyoline — soit un biopolymère — confère à la nacre une résistance à la rupture 3000 fois supérieure à l'aragonite seule[5].